# Acareosperma
Acareosperma, monotipski biljni rod iz porodice lozovki. Jedina vrsta je A. spireanum kojoj je domovina Laos.